# Cala de l'Almadrava (Benidorm)
La cala de l'Almadrava és una platja situada a Benidorm (la Marina Baixa). És d'arena i còdols i es troba als peus de la Serra Gelada, abans d'arribar a la cala del Ti Ximo. Mesura 100 metres de llargària.
Durant la temporada alta hi ha servei de lloguer d'hamaques i para-sols.